# Morgane Fleury
Morgane Fleury (* 1983) ist eine ehemalige französische Snowboarderin. Sie startete vorwiegend in der Disziplin Snowboardcross.

## Werdegang
Fleury startete im Januar 1999 in Morzine erstmals im Snowboard-Weltcup der FIS, wobei sie den 38. Platz im Parallelslalom errang. Bei den Juniorenweltmeisterschaften 1999 auf der Seiser Alm kam sie auf den 16. Platz im Parallel-Riesenslalom. In der Saison 1999/2000 wurde sie französische Meisterin im Snowboardcross und bei den Juniorenweltmeisterschaften 2000 in Berchtesgaden Zwölfte im Parallelslalom sowie Zehnte im Parallel-Riesenslalom. In der folgenden Saison kam sie viermal unter die ersten Zehn und errang damit den 16. Platz im Snowboardcross-Weltcup. In der Saison 2001/02 belegte sie den 15. Platz im Snowboardcross-Weltcup und bei den Juniorenweltmeisterschaften 2002 in Rovaniemi den 43. Platz im Snowboardcross sowie den 18. Rang im Parallel-Riesenslalom. Nachdem sie in der Saison 2002/03 mit dritten Plätzen in Berchtesgaden sowie in Innichen ihre einzigen Podestplatzierungen im Weltcup erreicht hatte, gewann sie bei den Juniorenweltmeisterschaften 2003 in Prato Nevoso die Goldmedaille im Snowboardcross. Zudem wurde sie dort Siebte im Parallel-Riesenslalom. Zum Saisonende erreichte sie mit dem neunten Platz im Snowboardcross-Weltcup ihr bestes Gesamtergebnis im Weltcup. In den folgenden Jahren errang sie in der Saison 2003/04 den 11. Platz und in der Saison 2004/05 den 19. Platz im Snowboardcross-Weltcup. Bei der Winter-Universiade im Januar 2005 in Seefeld in Tirol holte sie die Goldmedaille im Snowboardcross. In ihrer letzten aktiven Saison 2005/06 siegte sie beim Europacup in Vars und absolvierte in Furano ihren 48. und damit letzten Weltcup, welchen sie auf dem siebten Platz im Snowboardcross beendete. Die Saison beendete sie schließlich auf dem 14. Platz im Snowboardcross-Weltcup.

## Weltcup-Gesamtplatzierungen
| Saison    | Gesamt | Gesamt | Snowboardcross | Snowboardcross | Parallel | Parallel |
| Saison    | Punkte | Platz  | Punkte         | Platz          | Punkte   | Platz    |
| --------- | ------ | ------ | -------------- | -------------- | -------- | -------- |
| 1998/99   | 3      | 127.   | -              | -              | -        | -        |
| 1999/2000 | 37     | 96.    | 250            | 41.            | 10       | 95.      |
| 2000/01   | 186    | 50.    | 1380           | 16.            | -        | -        |
| 2001/02   | -      | -      | 1010           | 15.            | -        | -        |
| 2002/03   | -      | -      | 1900           | 9.             | -        | -        |
| 2003/04   | -      | -      | 1825           | 11.            | -        | -        |
| 2004/05   | -      | -      | 1166           | 19.            | -        | -        |
| 2005/06   | 2160   | 35.    | 2160           | 14.            | -        | -        |